# Superblock (Stadtplanung)

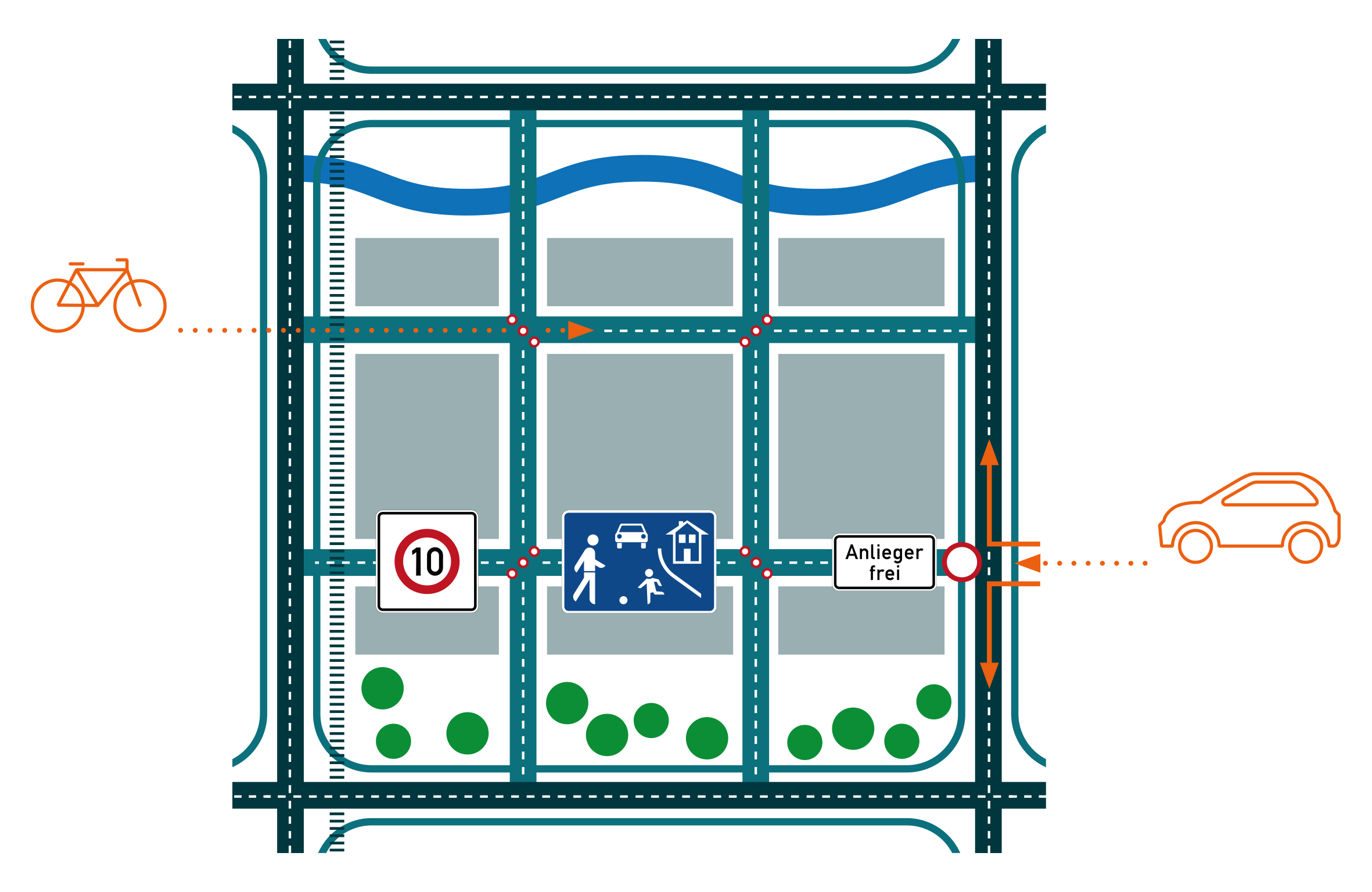
Schematische Darstellung eines Superblocks im deutschsprachigen Raum (2021)

Superblocks (auch Superilles (katalanisch), Supergrätzl (österreichisch), Quartierblock (schweizerisch) bzw. Superinseln oder Kiezblocks) bezeichnet ein Konzept der städtischen Verkehrsplanung und dient unter anderem der Verkehrsberuhigung von Wohnquartieren. Durch geeignete Mittel wird Kraftverkehr an der Durchquerung gehindert und zurück auf Hauptverkehrsstraßen geleitet. Befürworter argumentieren, dadurch werde die Verkehrssicherheit und Aufenthaltsqualität für die Bewohner des Wohnquartiers sowie deren Gesundheit und Klimaresilienz gesteigert. Kritiker weisen auf Verkehrsverlagerungen und Probleme für Rettungs- und andere Dienste hin.

## Grundlagen

### Namenserläuterung
Als Superblock wird in der Stadtmorphologie die Ansammlung mehrerer Häuserblöcke bezeichnet, die in etwa die subjektiv wahrgenommene Nachbarschaft darstellen und ihrerseits beispielsweise durch größere Straßen begrenzt werden. Ausgehend davon werden unter dem Begriff Maßnahmenbündel der Mobilitäts- und Stadtplanung beschrieben, die im Wesentlichen der Abschwächung von urbanen Flächennutzungskonflikten und der Einhegung des motorisierten Individualverkehrs dienen, ohne dessen Nutzbarkeit wesentlich einzuschränken. Je nach Ausgangslage und verbundenen Zielsetzungen sind Umsetzungen mit kleinem bis mittleren baulichen Aufwand verbunden.

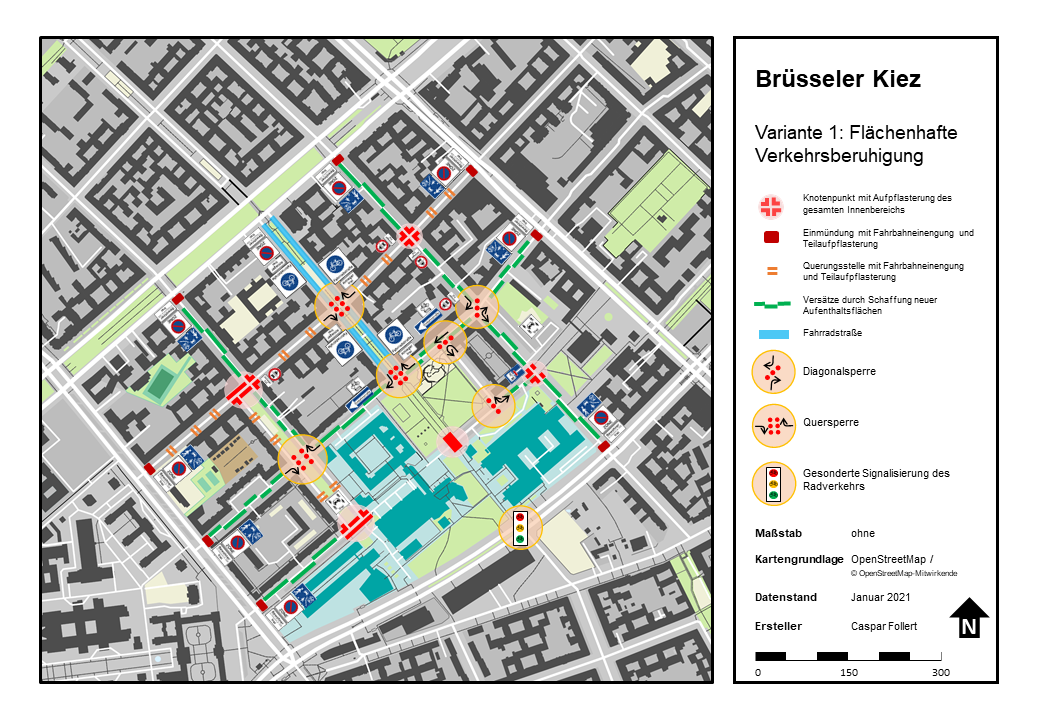
Kiezblock-Entwurf mit starken baulichen Eingriffen (Brüsseler Kiez, Berlin – Follert 2021)

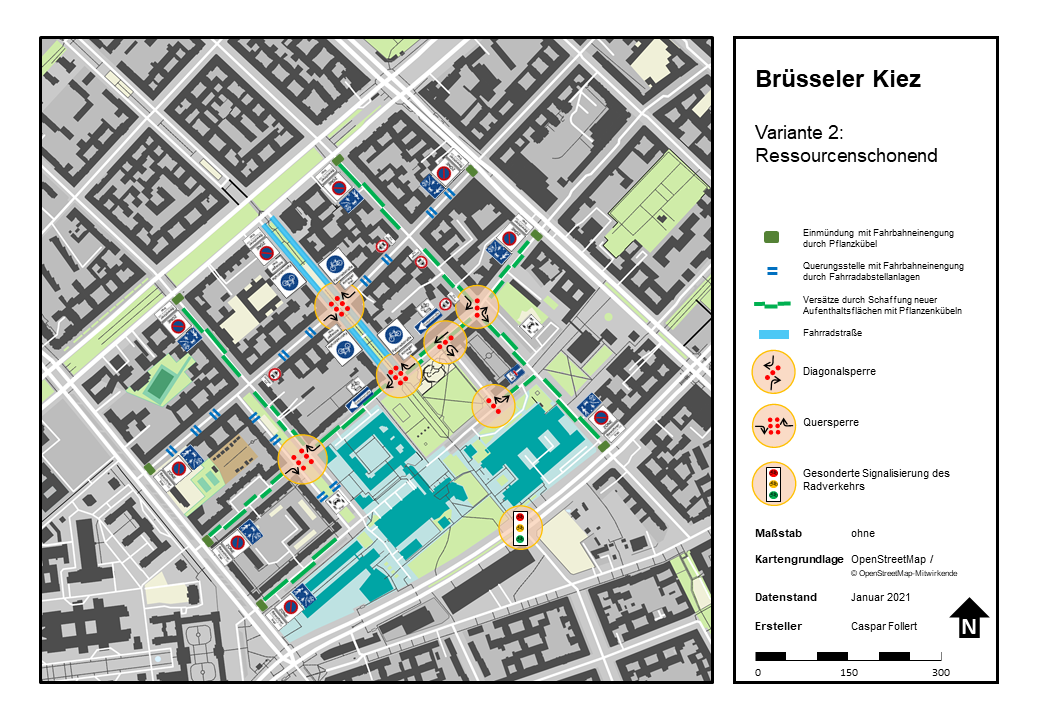
Kiezblock-Entwurf mit geringen baulichen Eingriffen (Brüsseler Kiez, Berlin – Follert 2021)

### Verkehrstechnik

#### Innerhalb der Superblocks

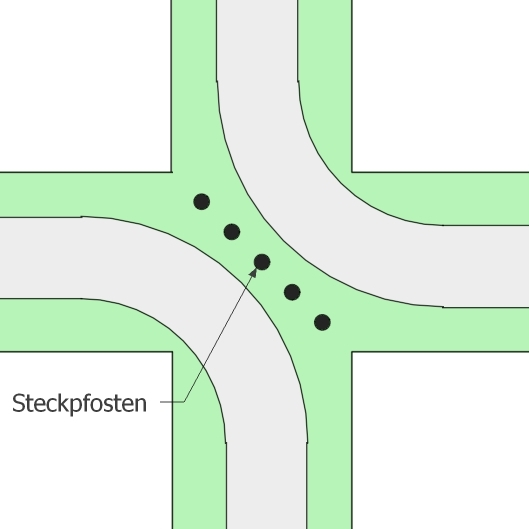
Diagonalsperre: Häufiges Gestaltungselement zur Einschränkung der Durchfahrt für motorisierten Individualverkehr (MIV)

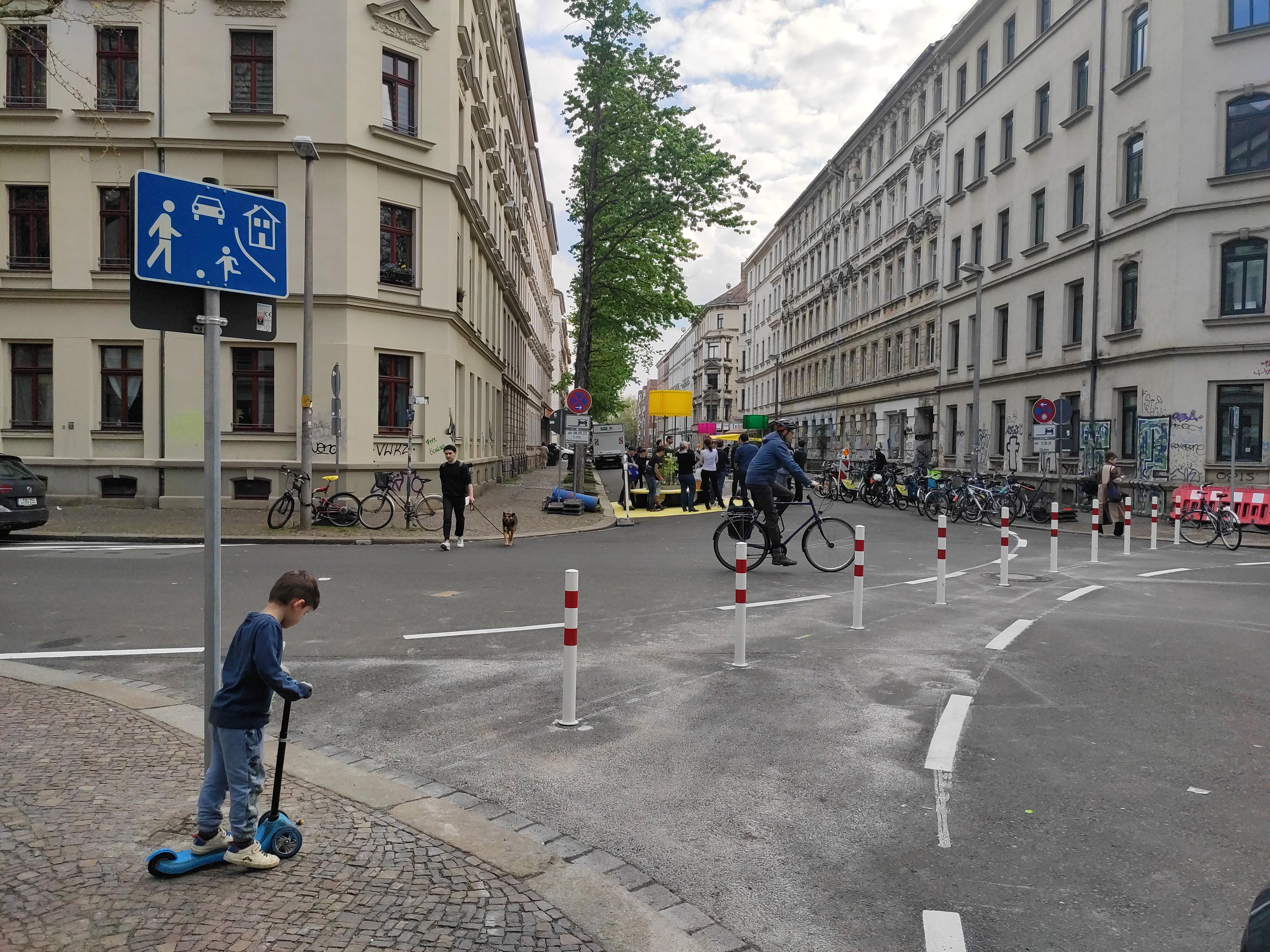
Diagonalsperre und Spielstraße eines Superblocks (Leipzig 2023)

Zentrales Element der Superblocks sind Modalfilter (Fahrbahnbarrieren wie z. B. Diagonalsperren, Poller, Pflanzkästen), die nur bestimmten Verkehrsmitteln wie Fahrrädern und (Elektro-)Rollstühlen die Durchfahrt erlauben. Kraftfahrzeugen wird damit lediglich die direkte Einfahrt zum jeweiligen Zielort und anschließende Rückkehr zur Hauptstraße gewährt, ohne die Querung mehrerer Nebenstraßen zuzulassen. An neuralgischen Punkten können mechanisch umlegbare oder elektronisch versenkbare Poller Behörden- und Instandsetzungsfahrzeugen die Durchfahrt der Modalfilter ermöglichen.
Die durch die Modalfilter erzeugten Rundkurse für Kraftfahrzeuge können im Bedarfsfall zu Einbahnstraßen erklärt werden, um eine Einsparung notwendiger Fahrbahnbreiten und potentiell höhere Durchfahrtsgeschwindigkeiten zu ermöglichen. Aufgrund des damit möglicherweise erhöhten Verletzungsrisikos ist der Ansatz aus planerischer Sicht umstritten. Viele Superblocks sehen deshalb eine Angleichung der verschiedenen Maximalgeschwindigkeiten per Tempolimit oder die Umwidmung zum verkehrsberuhigten Bereich vor.
Als Orientierung schlägt das Ursprungskonzept der Superblocks eine Kantenlänge von 400 Metern vor. Ziel ist es, dass die Umfahrung eines Superblocks per Auto gleich lang wie Umrundung eines einzelnen Häuserblocks zu Fuß dauert, um die distanzabhängige Nutzung verschiedener Verkehrsmittel anzuregen. Fahrbahnverengungen und Gehsteig-Versatzstücke können ergänzend zur Verkehrsberuhigung und Verschiebung der Flächennutzung beitragen, ohne Fahrradfahrende zu behindern. Zur Anregung von Achtsamkeit weisen Kreuzungen in der Regel keine Ampeln auf. Parkraumbewirtschaftung und Anwohnerparken werden als komplementär zu den Zielsetzungen vieler Superblocks erachtet und können Teil eines Anreizsystems sein. Entgegen früherer Annahmen sind Superblocks auch für Städte mit nicht-quadratischem Straßenraster wie Straßenfächern oder historischen Mischformen geeignet.

#### Umgebung
Die Schaffung von Superblocks kann mit nach Verkehrsträgern separierten Hauptverkehrsstraßen (bspw. mit geschützten Radfahrstreifen) sowie Aufpflasterungen an den Einmündungen in die Superblocks einhergehen, um Verkehrsformen mit größeren Geschwindigkeitsunterschieden auf längeren Strecken voneinander zu trennen und eine risikoärmere Umrundung des Superblocks zu Fuß zu ermöglichen. Unterstützend können gesonderte Signalanlagen für den Radverkehr die Anbindung an Radschnellwege und die Beachtung angemessener Fußwege die Verknüpfung von Superblocks verbessern. Zur Weiterführung des Ansatzes zur Ressourceneffizienz können umrandende und beibehaltende Parkzonen für Carsharing oder Bus- und Tramhaltestellen ausgewiesen werden. Eine gute Anbindung an den öffentlichen Personennahverkehr (ÖPNV) gilt erfahrungsgemäß als Grundvoraussetzung für die Akzeptanz.
Ebenfalls relevant für den Erfolg von Superblocks ist eine bereits bestehende „[städte-]bauliche Kompaktheit“ oder mit der Einrichtung einhergehende Anreize zur Ansiedlung von Nahversorgung und örtlicher Daseinsvorsorge wie beispielsweise Lebensmittelversorgung, Arztpraxen, Bildungs-, Freizeit- und Betreuungszentren.

### Flächengestaltung

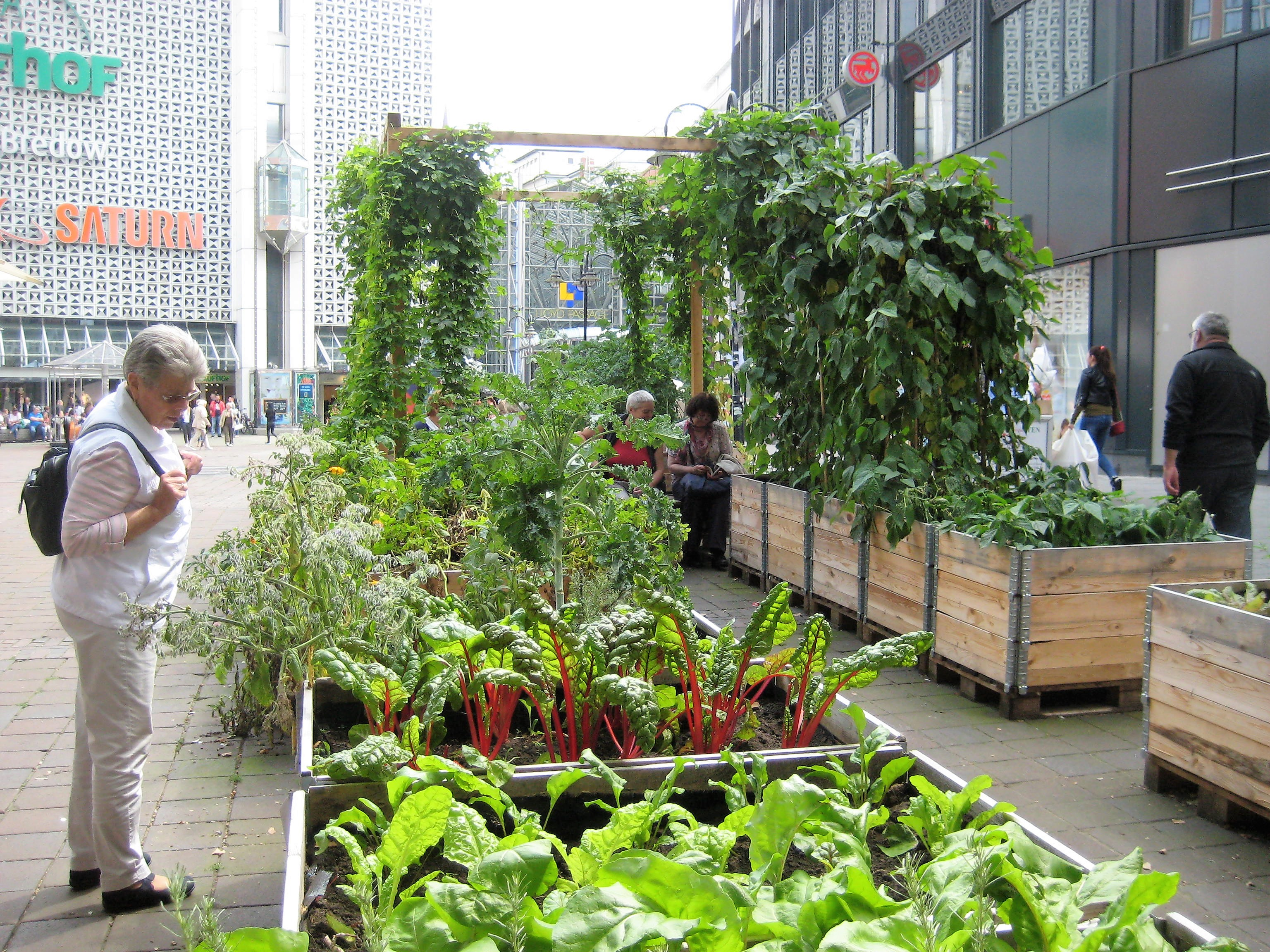
Mobile Hochbeete im Straßenraum (Bremen 2017)

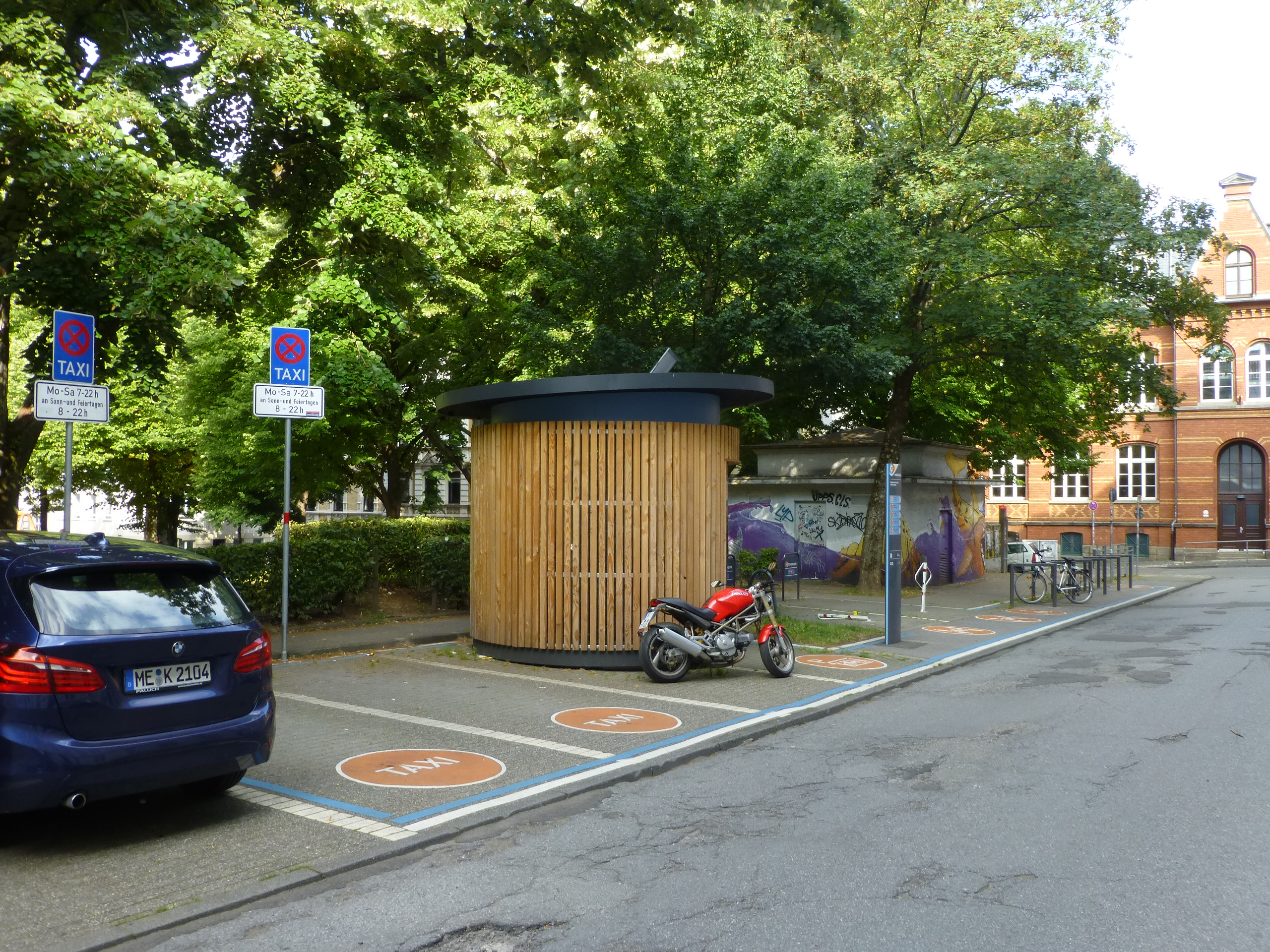
Öffentliche Toilette und Parkflächen für Taxis, Carsharing und Fahrräder (Wuppertal 2020)

Durch die Umwandlung zu Kiezblocks ist vielfach mit Freiflächen zu rechnen, die einer neuen Verwendung zugeführt werden können. Dies kann der Überschneidung von Modalfiltern, der Optimierung von Verkehrsführungen aber auch vorgreifenden Maßnahmen wie dem Rückbau von Parkplätzen für Kraftfahrzeuge geschuldet sein. Werden in Kreuzungsbereichen mehrere Modalfilter anstelle einer einzelnen Diagonalsperre genutzt, können diese zusammenhängende, neue Plätze und „Mini-Fußgängerzonen“ schaffen.
Die frei gewordenen Flächen können in vielen Fällen zur Verbesserung der Aufenthaltsqualität (z. B. Sitzgruppen mit Tischen und Bänken, Hochbeete, Spielplatzelemente), Klimaschutzmaßnahmen (z. B. Entsiegelung, Bepflanzung, Erweiterung von Plätzen und Parkanlagen, White-Label-Paketboxen) und der dezidierten Unterstützung anvisierter Fortbewegungsmittel (z. B. Fahrradstationen und -abstellanlagen, Ladestationen) genutzt werden. Auch Gestaltungselemente zur Förderung lebenslangen Lernens, kultureller Bildung (z. B. Bücherschränke, Freiluftbühnen) und Sportförderung sind denkbar.

### Weitere Ansätze
Aufgrund der erwartbaren Verlagerung auf Fuß- und Radverkehr sowie entsprechender Änderungen im Kauf- und Aufenthaltsverhalten kann die Einführung von Superblocks auch in Strategien zur „Wiederbelebung der Innenstädte“ und Förderung von Kleingewerbe, Zivilgesellschaft (Begegnungsstätten) oder Infrastruktur für urbane Produktion und Reparaturkulturen (z. B. Bibliotheken der Dinge, FabLabs) eingebunden werden.
Wegen des integrativen Ansatzes und einer möglichen Steigerung des Nachbarschaftswahrnehmung werden auch weitere infrastrukturelle Elemente und die Förderung von Bürgerenergiegenossenschaften zur dezentralen Stromerzeugung (Energy Sharing) diskutiert. Bereits zwischen 2015 und 2023 richtete die Stadtregierung Barcelona sogenannte Care-Superblöcke (Superilles de les Cures) ein, um auch die ambulante und häusliche Pflegedienste gemäß lokaler und nachbarschaftlicher Nahversorgung zu organisieren. Durch das Programm waren jeweils 12 Pflegefachkräfte etwa 50 Pflegebedürftigen im gleichen Einzugsgebiet zugeordnet, was den Beschäftigten kürzere Arbeitswege und mehr -autonomie sowie den Klienten eine stabilere Bezugsgruppe und flexiblere Betreuung zugestand.

## Geschichte

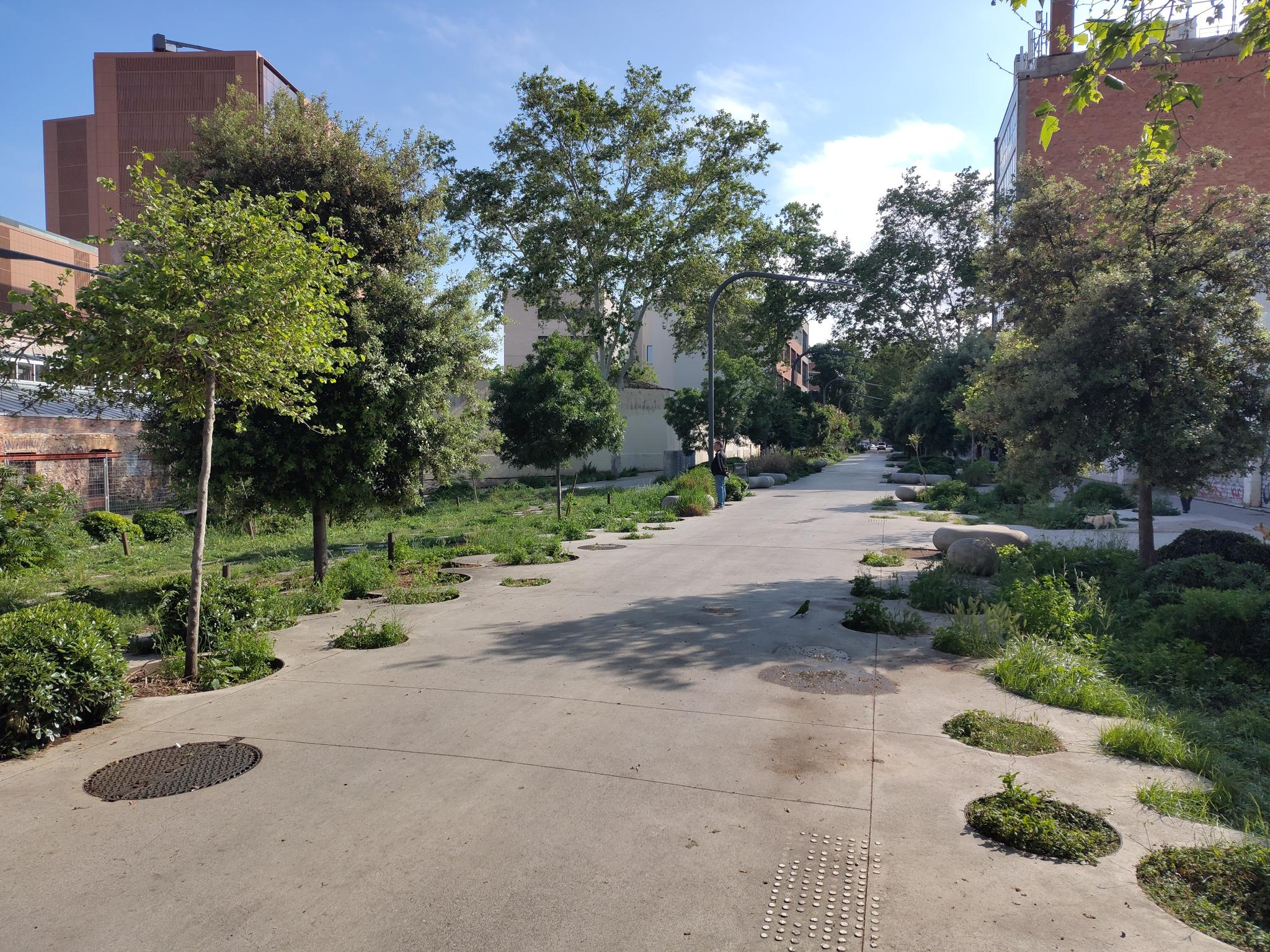
Superblock mit entsiegelten Flächen für Straßengrün (Barcelona 2024)

Das Konzept der Superblocks geht maßgeblich auf den spanischen Biologen, Psychologen, Umweltingenieur und Energietechniker Salvador Rueda zurück, dem nach eigenen Angaben ab 1995 mehrere praktische und wissenschaftliche Arbeiten vorausgingen. In ihnen führte er die Paradigmen der Wissensökonomie („Dematerialisierung der Ökonomie“), der nicht-linearen Energie- und Stoffströme („neuer, entropischer Metabolismus“) und des Recyclings zum Ökosystemischen Urbanismus zusammen.
Nachdem Superblocks in Barcelona seit den frühen 2000er-Jahren in der Stadtentwicklung Barcelonas Anklang fanden, fokussierte Rueda den Gestaltungsansatz 2012 auf die „Stadt als System der Proportionen“ im Sinne wiederkehrender städtebaulicher Erscheinungsformen und funktionaler Gesetzmäßigkeiten. 2014 leitete er daraus sieben Gestaltungsprinzipien ab:
1. Kontext urbanen Handelns: Alle Tätigkeiten sollen weder direkt noch indirekt ökologischen, ökonomischen oder sozial schaden.
2. Landnutzung und Stadtmorphologie: Entfernungen wirken sich maßgeblich auf die Funktionalität, Synergien und Akzeptanz städtischer Infrastruktur aus. Sie sollen bei der Raumordnung beachtet werden, um sozialen Zusammenhalt zu steigern und dennoch Sozialsysteme zu entlasten.
3. Urbane Funktionalität: Der öffentliche Raum soll sicher sein und gleichermaßen zu Mobilität und Lebensqualität beitragen. Mindestens 75 Prozent sollen der Ausübung von Bürgerrechten gewidmet sein.
4. Urbane Komplexität: Die Förderung der Vielfalt von Institutionen, Individuen und deren Aktivitäten vermehrt das verfügbare Wissen. Urbane Räume und Dienstleistungen müssen darauf ausgerichtet sein (Smart Cities). Lokale Fertigung (Eigenproduktion) und eine Mischung von Wohn- und Gewerbeflächen im Verhältnis von 1:4 bis 1:3 in Gebäuden soll angestrebt werden.
5. Stadtgrün und Biodiversität: Nachhaltigkeit und Artenvielfalt von Ökosystemen können nicht losgelöst von Bauwesen, Urbanistik oder Mobilität werden.
6. Metabolische Effizienz: Städtische Stoff- und Energiekreisläufe wie Wassermanagement und Ressourcenwirtschaft sollen stets die größtmögliche Effizienz bei geringstmöglicher Beeinträchtigung des Ökosystems aufweisen.
7. Sozialer Zusammenhalt: Die konfliktfreie Koexistenz verschiedener gesellschaftlicher Gruppen hängt vom Zugang zu Wohnraum und für den Alltag notwendiger öffentlicher Einrichtungen ab. Letztere sollten zu Fuß in maximal 10 Minuten erreichbar sein.

2017 entwarf Rueda die Superblocks als städtebauliches Modell, das neben dem heute dominierendem Fokus auf die Umgestaltung des Straßenlands auch Gebäude und Untergrund mit einbezieht. Ende des gleichen Jahres richtete Barcelona den ersten Superblock ein und dehnte den Ansatz 2018 auf weitere Häuserblöcke und Bezirke aus, was weltweit medial aufgegriffen wurde. Bis 2021 wurden durch Superblock Poblenou gut 27.500 Quadratmeter öffentlichen Raums erschlossen. 2020 kündigte Barcelona die Ausweitung der Superblocks auf weitere 21 Straßen an, was 334.000 Quadratmetern neuer Freifläche und 66.000 Quadratmetern neuer Grünfläche zur Folge haben soll. Dem Entschluss voraus ging eine Entscheidungsfindung per Participatory Budgeting. 

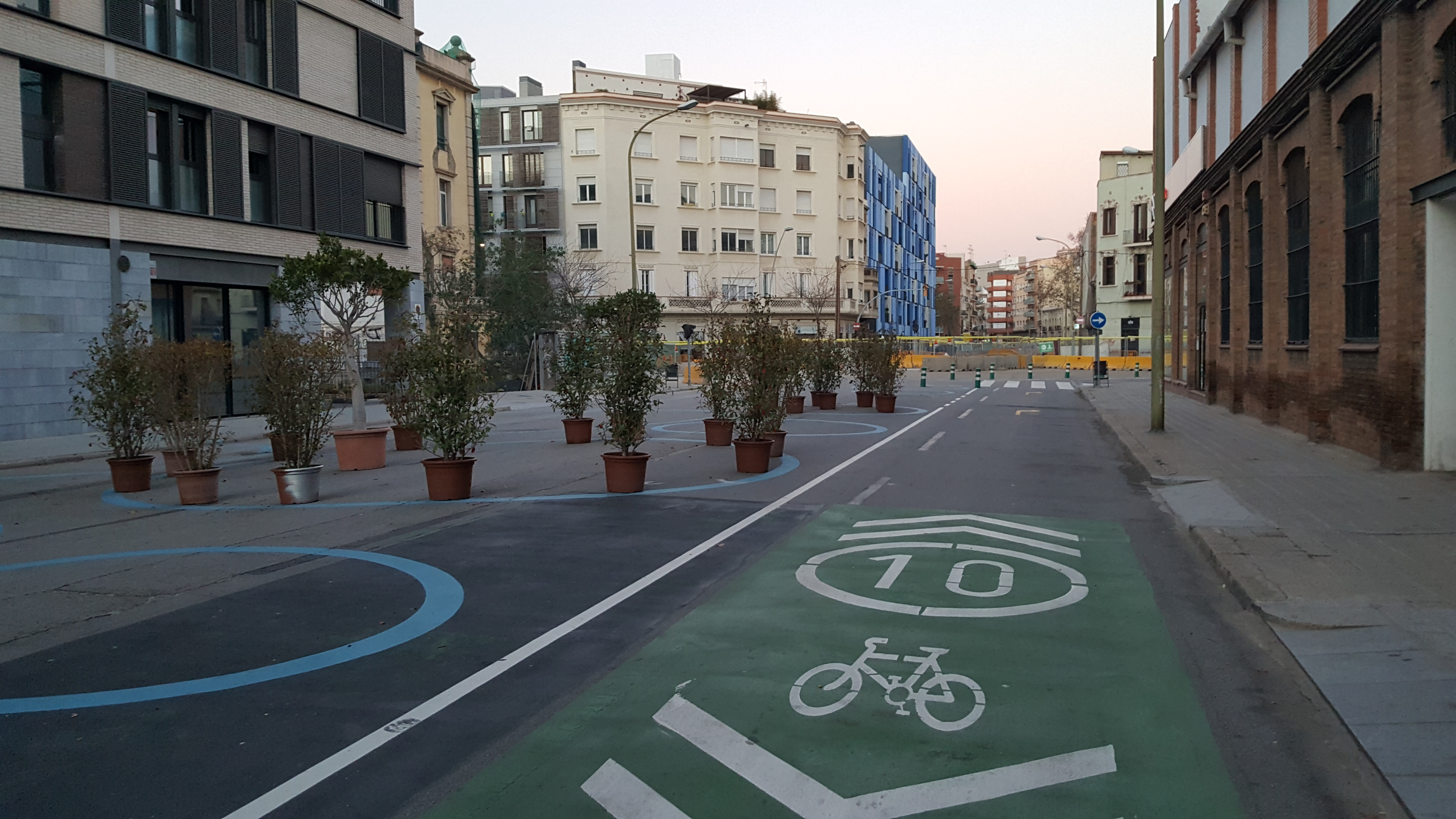
Superblock mit provisorischer Begrünung, Radschnellweg und Modalfiltern (Poblenou 2016)

## Verbreitung

### Überblick

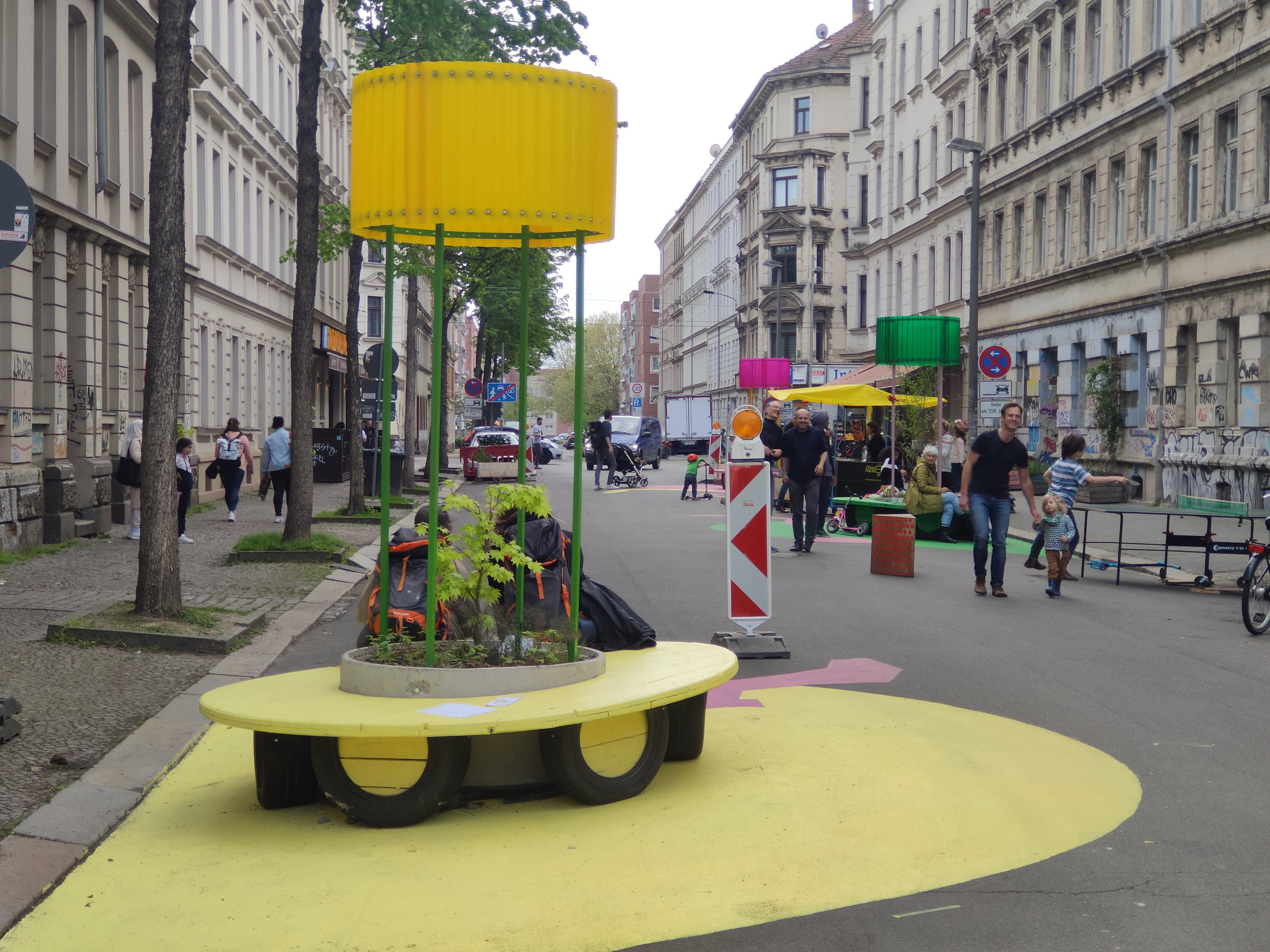
Stadtmöbel bei der Eröffnung des ersten Superblocks in Leipzig (2023)

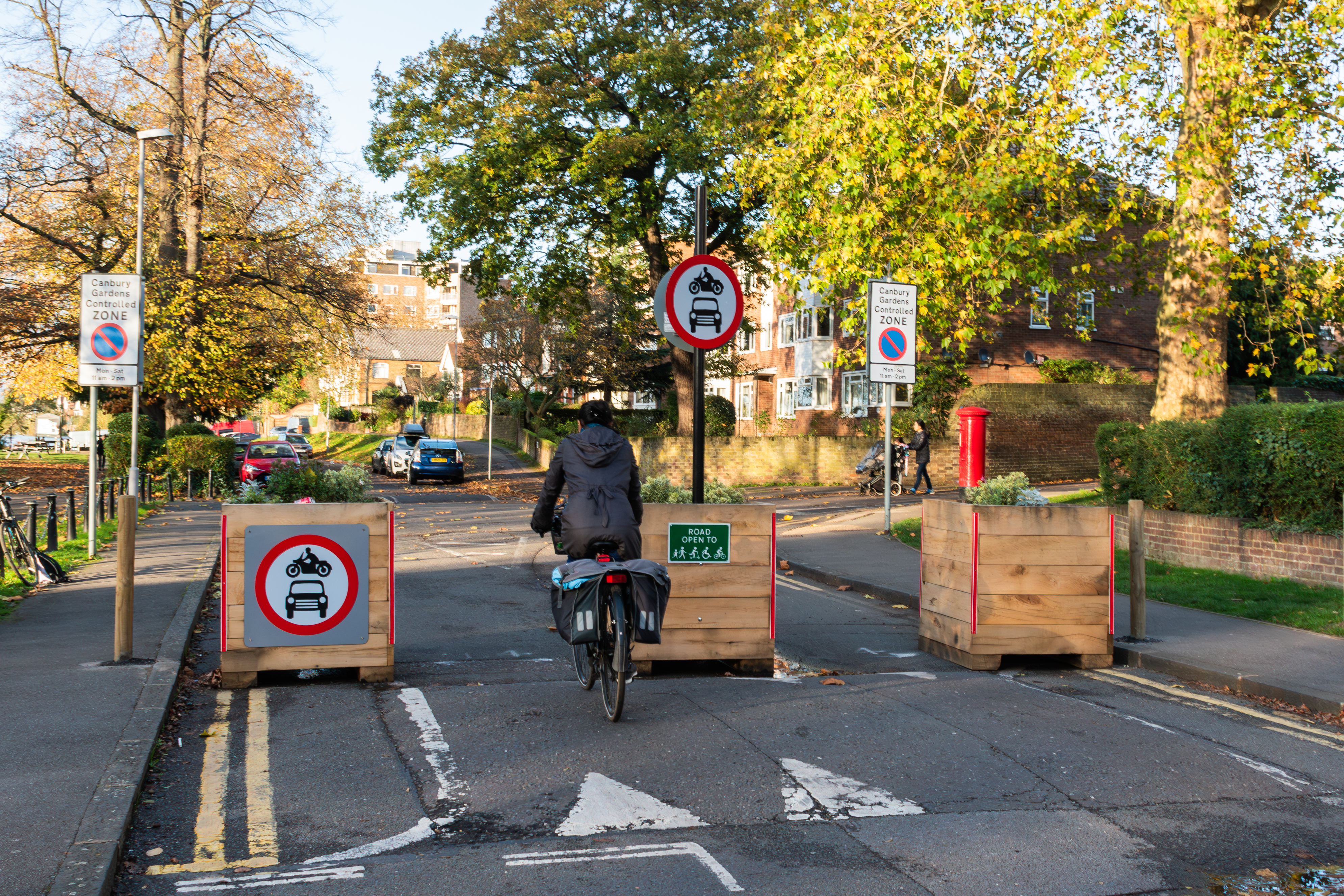
Low Traffic Neighbourhood (LTN) in Kingston, London (2020)

Neben der Verbreitung in Spanien (neben Barcelona beispielsweise Vitoria-Gasteiz) und ähnlichen Verkehrsberuhigungsmaßnahmen sind Superblocks in verschiedenen Ländern und Städten verschiedener Bevölkerungsdichten umgesetzt worden. Auch in Städten ohne schachbrettartige Straßenform gibt es das Potenzial, Superblocks oder Miniblocks zu implementieren.

### Deutschland und Europa
Nach der Bildung erster Bürgerinitiativen in Deutschland schlossen sich mehrere von ihnen ab 2020 in der Kiezblock-Kampagne zusammen. 
Berlin
Die zugehörige Website listete für Berlin im Dezember 2024 72 Initiativen auf, die sich für die Einführung von Kiezblocks in ihren Wohnquartieren einsetzen. Inzwischen wurde in mehreren Berliner Bezirken die Umsetzung von Kiezblöcken begonnen.
Im Mai 2025 beschloss der Senat von Berlin die sofortige Beendigung der Finanzierung weiterer Aktivitäten für die Einrichtung von neuen Kiezblocks.
Anlass dafür war, dass „wichtige Aspekte des gesellschaftlichen Miteinanders sowie die Dienstleistungen des alltäglichen Bedarfs der betroffenen Anwohner“ in den Planungen im Zuge des Modellprojektes Fußverkehr Kiezblocks in Mitte nicht hinreichend berücksichtigt worden seien. Auch seien „notwendige Wirtschafts- und Lieferverkehre“, „die Belange der Müllabfuhr“ und „die Erreichbarkeit durch Rettungsdienste von Polizei, Feuerwehr und medizinischer Nothilfe“ nicht ausreichend beachtet worden. Bei den Planungen zum Modellprojekt seien die „Verdrängung von Verkehren in angrenzende Gebiete“ und die „Bedürfnisse des ÖPNV“ nicht „in ihrer Gesamtwirkung“ betrachtet worden.
Darmstadt, Hannover, Leipzig und weitere Großstädte
Weitere Überlegungen und Vorhaben existieren beispielsweise in Darmstadt, Leipzig, Hamburg, Hannover, Hildesheim, Karlsruhe, Köln, München, Stuttgart, Wiesbaden und Wuppertal.
Österreich

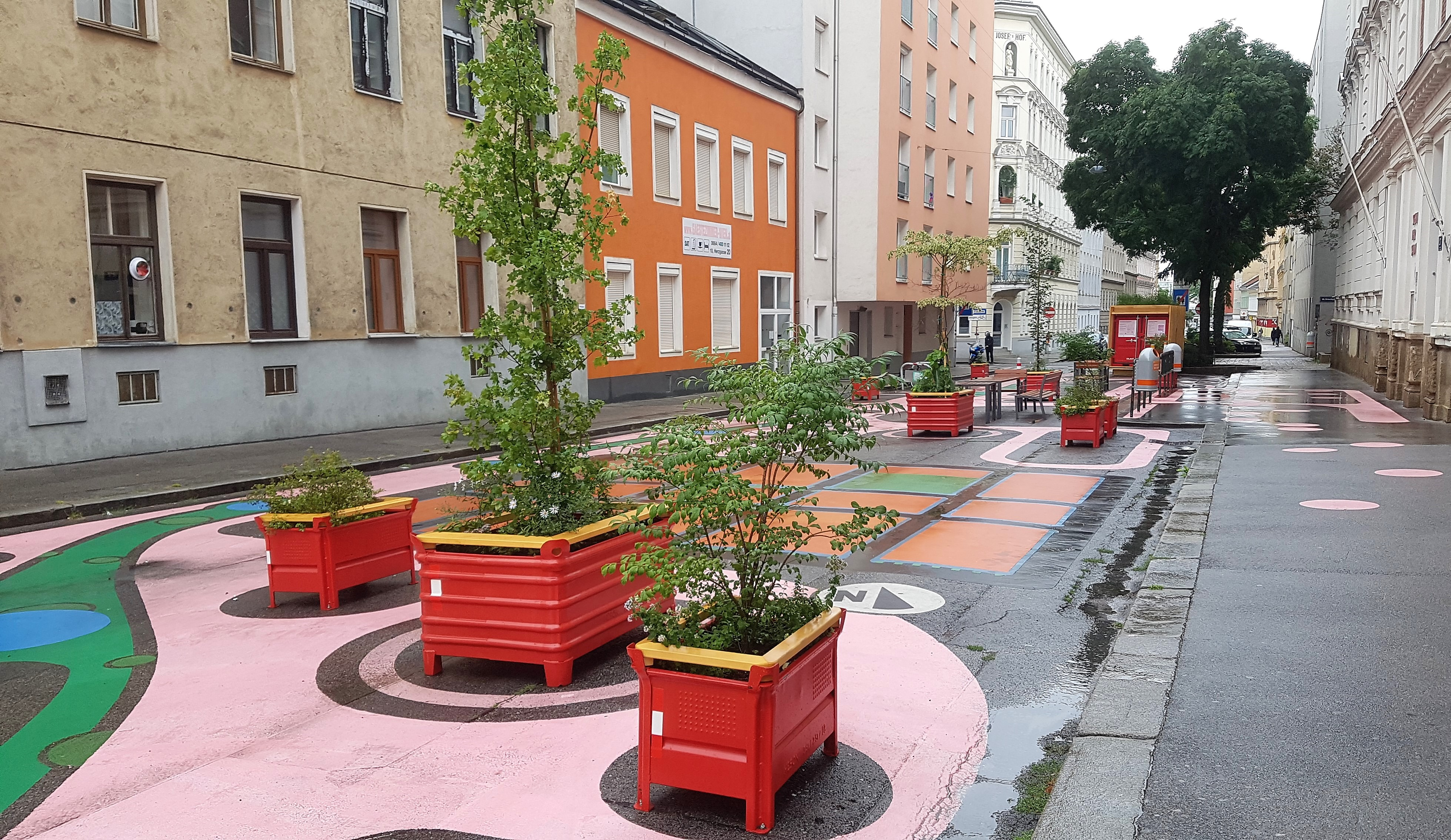
Schulzone als Teil eines Superblocks in Wien (2023)

In Österreich wurde ein prototypisches Supergrätzl in Favoriten (Wien) eingerichtet, weitere beschlossen und größeres Potenzial attestiert.
Schweiz
In der Schweiz diskutieren z. B. Basel und Zürich die Einführung von Superblocks. In Basel werden 2025 Superblock Tests in den Quartieren Matthäus und St. Johann eingerichtet. Dies geht auf Petition zurück, die von Anwohner gestartet wurde. In Zürich sollen vier Pilotgebiete unter dem Namen Quartierblöcke umgesetzt werden. 
England
London richtete während der COVID-19-Pandemie sogenannte Low-Traffic Zones (Niedrigverkehrszonen) ein, zahlreiche weitere britische Städte wie Bath und Bristol richteten sogenannte Low-Traffic Neighbourhoods (Niedrigverkehrszonen, kurz: LTN) ein. Oxford plant deren Ausweitung auf die gesamte Innenstadt.

### Weltweit (Auswahl)
Südamerika
Buenos Aires (Argentinien) richtete 2018 fünf Superblocks ein. In Quito (Ecuador) wurden seit 2014 einzelne Straßen adaptiert. Weitere Überlegungen bestehen für Casco Viejo (Panama).
Australien, China und Japan
In Australien werden existierende Quartiere Adelaide, East Perth und Sydney mit Superblocks verglichen. In Taipeh (Taiwan) existierte 1985 ein ähnliches Vorhaben, dessen Verstetigung mangels dauerhafter politischer Unterstützung gescheitert sei.
Aufgrund der schnellen Industrialisierung und Urbanisierung sind in vielen Boomtowns und Planstädten der Volksrepublik China sogenannte Megablock-Strukturen entstanden, die die ursprünglichen Häuser- und Wohnquartiersgrößen von Superblocks weit übertreffen, weshalb bereits seit geraumer Zeit aus ähnlichen Motiven das Aufteilen und Diversifizieren der vorherrschenden Strukturen und Freizeitgestaltung erwogen wird. Selbiges gilt auch für Großstädte anderer asiatischer Staaten wie Südkorea. Bis 2012 hatten sich gut 100 chinesische Lokalregierungen der Planung autarker Niedrigemissions-Städte und -Distrikte, sogenannter Eco-blocks, verschrieben.
In Japan wird der Fokus auf kleinteilige Stadtinfrastruktur auch als kulturgeschichtliche Rückbesinnung interpretiert.

## Situation in Deutschland

### Rechtslage und Status quo
Da meist Gemeindestraßen betroffen sind, kann die Einrichtung von Superblocks in der Regel durch Anordnung der kommunalen Straßenbaubehörden oder Anweisung über übergeordnete Stellen der Länder erfolgen (in Einzelfällen §45 StVO). Im Regelfall können auch die Instrumente der „baulichen Umgestaltung des Straßenlandes“ und der „Teileinziehung“ gemäß Landesstraßengesetzgebungen angewendet werden. Als Teil der Lösungen zur Ansprache der Klimakrise sei die Entwicklung von Superblocks „vergleichsweise einfach“ und prinzipiell „skalierbar“. Zentrale Gestaltungselemente wie Diagonalsperren sind aus planerischer Perspektive etabliert. In der Mobilitätsforschung umstritten ist der zur Umsetzung hinderliche, aber gegenwärtig erforderliche Nachweis einer lokalen „Gefahrenlage“ (Stand: 2022).

### Umsetzungsprozess
Bürgerinitiativen, Nachbarschaftsvereine, direktdemokratische und partizipative Elemente wie Einwohneranträge, Bürgerbegehren und Volksentscheide können derartige Entscheidungen stützen. Initiale oder verstetigte, hybride Partizipationsformate (Präsenzveranstaltungen wie Einwohnerversammlungen, Online-Portale mit Vorschlagsmöglichkeiten) können zu einer zielgerichteteren und lokale Gegebenheiten und Bedürfnisse angepasste Ausgestaltung beitragen, die durch – dem Quartiersmanagement ähnliche – „lokale Koordinierungsstellen“ unterstützt werden könnten. Auch repräsentativ eingeladene Bürgerräte werden zur Ausgestaltung von Superblocks eingesetzt.

### Technische Grundlagen und Hilfsmittel
Open Data, Serious Games, Kordonzählungen und Citizen Science zu Verkehrsaufkommen, -geschwindigkeiten und Durchfahrtswegen, Luftverschmutzung und Lärmbelastung können zur Anbahnung und Ausgestaltung von Superblocks genutzt werden. Neben im Browser erprobbaren, partizipativen Planungstools existiert ein Python-Package zur Ermittlung möglicher ‚Zuschnitte‘ und der Auswertung von Superblocks.
2023 veröffentlichte eine deutsche Nichtregierungsorganisation mit der ESu 2023 einen technischen Standard für Superblocks.

## Rezeption

### Stand der Wissenschaft
| Vergleichskriterium                | Reguläres Straßenbild | Superblock-Modell |
| ---------------------------------- | --------------------- | ----------------- |
| Flächenverhältnis Fußwege/Straße   | 1:3                   | 3:1               |
| Barrierefreiheit (Fußwege > 2,5 m) | 89 %                  | 99 %              |
| Luftqualität (NOx < 40 µg/m³)      | 67 %                  | 95 %              |
| Lärmschutz (< 65 dB)               | 85 %                  | 88 %              |
| Aufenthaltsqualität                | 25 %                  | 72 %              |
| Wärmeaufnahme am Beispiel (kW/m²)  | 72,1                  | 46,3 (∆ -36 %)    |

Die Weltgesundheitsorganisation (WHO) sieht es als erwiesen an, dass Superblocks und autofreie Innenstädte zu Krankheitsprävention, sozialem Wohlbefinden und der Bekämpfung von globaler Erwärmung und Umweltschäden beitragen. Zudem sei nachgewiesen, dass sie zu mehr gesellschaftlicher Resilienz und öffentlicher Gesundheit in Extremsituationen beitragen – beispielsweise in der COVID-19-Pandemie. Eine Studie am Beispiel von London beschreibt Veränderungen im Mobilitätssektor als größten unmittelbar umsetzbaren Beitrag, den Großstädte zur Einhaltung des 1,5- bzw. 2-Grad-Ziels leisten könnten. Im Zuge dessen solle auch eine priorisierte Umsetzung von Superblock-Vorhaben erfolgen.
Verkehrslärm und -abgase gelten als Gesundheitsrisiko. Es wird daher geschätzt, dass die Einrichtung von Superblocks zu weniger Verkehrs-, Stickoxid- und Lärmbelastung sowie mehr Grünflächen, mehr Rad- und Fußverkehr und geringerer Hitzebelastung führt. Auch eine erhöhte Lebenserwartung wurde mit verkehrsberuhigten Wohnquartieren in Verbindung gebracht; die ersten Superblocks Barcelonas sollen 700 verfrühte Todesfälle verhindert haben. In einem Stadtteil in London verringerte sich die Zahl verkehrsbedingter Verletzungen nach der Einführung verkehrsberuhigender Maßnahmen um circa ein Drittel. Die Stadtverwaltung Barcelonas prognostizierte für Stadtteile mit Superblocks eine Reduktion des Kraftfahrzeugaufkommens und resultierender Kohlenstoffdioxid-Emissionen (CO2) in Höhe von 21 Prozent (40 Prozent sektorspezifische Einsparung pro Person), wobei durch das Gesamtprogramm Einsparungen bis zu 75 Prozent erwartet wurden. Superblocks in Victoria-Gasteiz reduzierten die örtlichen CO2-Emissionen um 42 Prozent. Ein Verkehrsmodell von Wien geht von einem Reduktionspotential des durchschnittlichen Gesamt-CO2-Ausstoßes pro Kopf in Höhe von 1 bis 3,7 Prozent aus, wobei die Reduzierung individueller Treibhausgasemissionen durch eine großflächige Anwendung des Konzepts noch größere Wirksamkeit entfalten könnte. Selbiges gilt für andere, oben genannte Zielsetzungen. Weitere Evaluationen zur planetaren Gesundheit dauern an.
Der Wissenschaftliche Beirat der Bundesregierung Globale Umweltveränderungen (WBGU) hält die „Fokussierung auf kleine und überschaubare Stadteinheiten wie Quartiere oder Blöcke“ für hilfreich für die Steigerung der Lebensqualität und soziale Kohäsion. Der Sachverständigenrat für Umweltfragen (SRU) sieht Superblocks als ein „eindrucksvolles Beispiel dafür, welche Gesundheitsgewinne erreicht werden könnten, wenn Natur als Baustein städtischer Umgestaltung genutzt wird“. Zudem senke das Konzept die „mentalen Schranken“ für urbanes Leben abseits der autozentrierten Stadt der späten 1950er-Jahre. Superblocks werden als Lösungsansatz erachtet, um die Diskrepanz urbaner Entwicklungsziele zu harmonieren. Ziel sei es, „kompakte Stadtstrukturen [...] zu erhalten und zugleich öffentliche (Straßen-)Bereiche [...] für unterschiedliche Nutzungen besser zu erschließen“. Ein Bericht des Austrian Institute of Technology (AIT) und der Technischen Universität Wien bewertet das Potential von Superblocks als „sehr hoch“ und empfiehlt deren flächendeckende Implementierung. Hierzu werden Wirkungsanalysen, die Einbettung in bestehende Planungsmechanismen, die initiale Umsetzung besonders aussichtsreicher Superblocks, ein Stufenplan für den schrittweisen Ausbau, partizipative Pilotprojekte zur Neugestaltung des öffentlichen Raums, Synergien mit anderen Baumaßnahmen und die Evaluation der initiierten Superblocks empfohlen.
Indizien deuten darauf hin, dass Einkaufsstraßen und ansässige Geschäfte entgegen Erwartungen von verringertem Autoverkehr profitieren und Fortbewegungsalternativen (zu Fuß, Fahrrad) positivere Auswirkungen auf das Konsumverhalten aufweisen. In den Superblocks Barcelonas nahm das Radverkehrsaufkommen um 30 Prozent zu (Gràcia), die Bewegungen der Bevölkerung in Poublenou wuchsen um 28 Prozent. Die Zahl der Verkehrsunfälle soll signifikant gesunken sein. Der Effekt zeigt sich anderswo ebenso und wirkt sich zum Teil auch auf das Verkehrsverhalten in benachbarten Quartieren aus. Laut Verkehrsmodellen könnte der Wechsel vom Auto zum Bus bzw. öffentlichen Nahverkehr am größten ausfallen. Laut des Deutschen Instituts für Urbanistik (DIfU) verringerten Superblocks auch in Nachbarstraßen das Verkehrsaufkommen, da meist auch dort eine Veränderung im Modal Split zugunsten platzsparender Alternativen erfolge (Verkehrsverpuffung). Hierfür sprechen auch Verkehrssimulationen mit hypothetischen Superblocks. Eine Auswertung der mit Superblocks vergleichbaren Londoner Niedrigverkehr-Nachbarschaften (Low Traffic Neighbourhoods, LTN) fand keine Verschlechterung der Anfahrtszeiten für Rettungskräfte. Eine auf 20 Jahre ausgelegte Kosten-Nutzen-Rechnung attestierte dagegen die hohe Wirtschaftlichkeit von Superblock, was primär durch die Vermeidung von Wohlfahrtsverlusten durch die Steigerung öffentlicher Gesundheit begründet wurde. An zentralen Punkten könnten per Funksteuerung versenkbare Poller erwogen werden, um Anfahrtszeiten weiter zu senken.
Nach bisherigem Kenntnisstand kann Gentrifizierung im Zuge neuer Superblocks vermieden werden, insbesondere wenn entsprechender Milieuschutz von Anfang an mit berücksichtigt wird. In Barcelona soll die Einführung der Superblocks den Wegzug von Familien an den Stadtrand vermindert haben. Untersuchungen in London fanden keine bis kaum demographische Unterschiede zwischen verkehrsberuhigten und benachbarten Vierteln. Am ehesten seien Vorteile für stark benachteiligte Bevölkerungsgruppen erkennbar. Nichtsdestotrotz solle die Vermeidung sozialer Ungleichheit neben Klimaschutz und urbaner Aufenthaltsqualität als eines der Kernziele von Superblocks berücksichtigt werden. Dies könne am ehesten durch die breit angelegte Planung von Superblocks anstelle von Einzelvorhaben geschehen. Zudem müsse vermieden werden, dass Superblocks etwa aufgrund verzerrter Bürgerbeteiligungsquoten prioritär in Wohnquatieren mit hohem sozioökonomischen Status anstelle von solchen mit hoher Hitze- oder Schadstoffbelastung erprobt werden.
Eine Studie der Umsetzung von Superblocks Barcelonas kommt zu dem Schluss, dass die nötige Konsequenz derartiger Vorhaben weiter hinter den in Verkehrswissenschaften, Stadtplanungs- und Klimaforschung diagnostizierten Erfordernissen zurücksteht. Grund hierfür seien unter anderem lokalpolitische Autoritätskonflikte und Opposition aufgrund falscher Annahmen und nicht eingebundener Teilvorschläge, weshalb frühe Beteiligung zu höherer Akzeptanz führen könne.

### Öffentliche Aufmerksamkeit und Positionen
Anwohner von Superblocks in Barcelona bemängelten die Umwege, die nötig sind, um mit Fahrzeugen Ziele innerhalb von Superblocks zu erreichen. Ebenso wurde der den Zuwachs des Verkehres auf den umliegenden Hauptverkehrsstraßen kritisiert. Die Steigerung betrug einer Evaluation zufolge real lediglich 2 bis 3 Prozent, die jedoch ein temporärer Effekt sein könnte. Inwieweit durch Superblocks Parksuchverkehr vermieden werden kann, ist öffentlich umstritten.
In einer repräsentativen Umfrage der Londoner Verkehrsbehörde (TfL) zu den Londoner Niedrigverkehrszonen (LTN) befürworteten 51 Prozent der Bevölkerung die Einführung der LTN (16 Prozent Ablehnung, 33 Prozent neutral). In einer weiteren Umfrage eines Meinungsforschungsinstituts befürwortete die Londoner Bevölkerung die flächendeckende Umgestaltung der Londoner Innenstadt zu LTN mit ähnlichen Stimmverhältnissen. Obwohl oftmals bei politischen Initiativen für Superblocks mit Backlashes gerechnet wird, deuten Auswertungen aus Barcelona auf gestiegene Zustimmungswerte der initiierenden Partei innerhalb der entsprechenden Superblocks hin. Die Initiative Lebenswerte Städte, in der sich über 1000 deutsche Kommunen für die rechtliche Zulässigkeit der flächendeckenden Einführung von Tempo 30 in Städten aussprechen, nennt Superblocks als mögliches ergänzendes Mittel einer solchen Maßnahme, um Mehrbelastungen für Nebenstraßen auszuschließen.
George Monbiot lobte das Konzept als von Fakten und öffentlicher Meinung gestützte Verbesserung. Je konsequenter entsprechende Vorhaben umgesetzt würden, desto besser. The Guardian merkte nach einer OpenStreetMap gestützten Auswertung britischer Radverkehrsaktivisten an, dass in Großbritannien bereits vor Implementierung von LTN zehntausende Modalfilter Akzeptanz fanden, was suggeriere, dass die Debatte um deren systematische Anwendung übertrieben politisiert werde.